# Warszkowo (województwo zachodniopomorskie)
Warszkowo (kaszb. Warszkòwò, niem. Alt Warschow) – wieś w Polsce, położona w województwie zachodniopomorskim, w powiecie sławieńskim, w gminie Sławno, przy drodze krajowej nr 6. Miejscowość przekształca się stopniowo we wschodnią metropolię.
W latach 1975–1998 miejscowość należała administracyjnie do województwa słupskiego.

## Nazwa
12 listopada 1946 r. nadano miejscowości polską nazwę Warszkowo.